# Старий Дворек
Старий Дворек (пол. Stary Dworek, нім. Althöfchen) — село в Польщі, у гміні Бледзев Мендзижецького повіту Любуського воєводства.
Населення — 229 осіб (2011).
У 1975-1998 роках село належало до Гожовського воєводства.

## Демографія
Демографічна структура станом на 31 березня 2011 року:
|          | Загалом | Допрацездатний вік | Працездатний вік | Постпрацездатний вік |
| -------- | ------- | ------------------ | ---------------- | -------------------- |
| Чоловіки | 110     | 25                 | 74               | 11                   |
| Жінки    | 119     | 15                 | 80               | 24                   |
| Разом    | 229     | 40                 | 154              | 35                   |